# Ondres
Ondres är en kommun i departementet Landes i regionen Nouvelle-Aquitaine i sydvästra Frankrike. Kommunen ligger i kantonen Saint-Martin-de-Seignanx som tillhör arrondissementet Dax. År 2022 hade Ondres 6 194 invånare.

## Befolkningsutveckling
Antalet invånare i kommunen Ondres
Referens:INSEE